# Delbert Hosemann

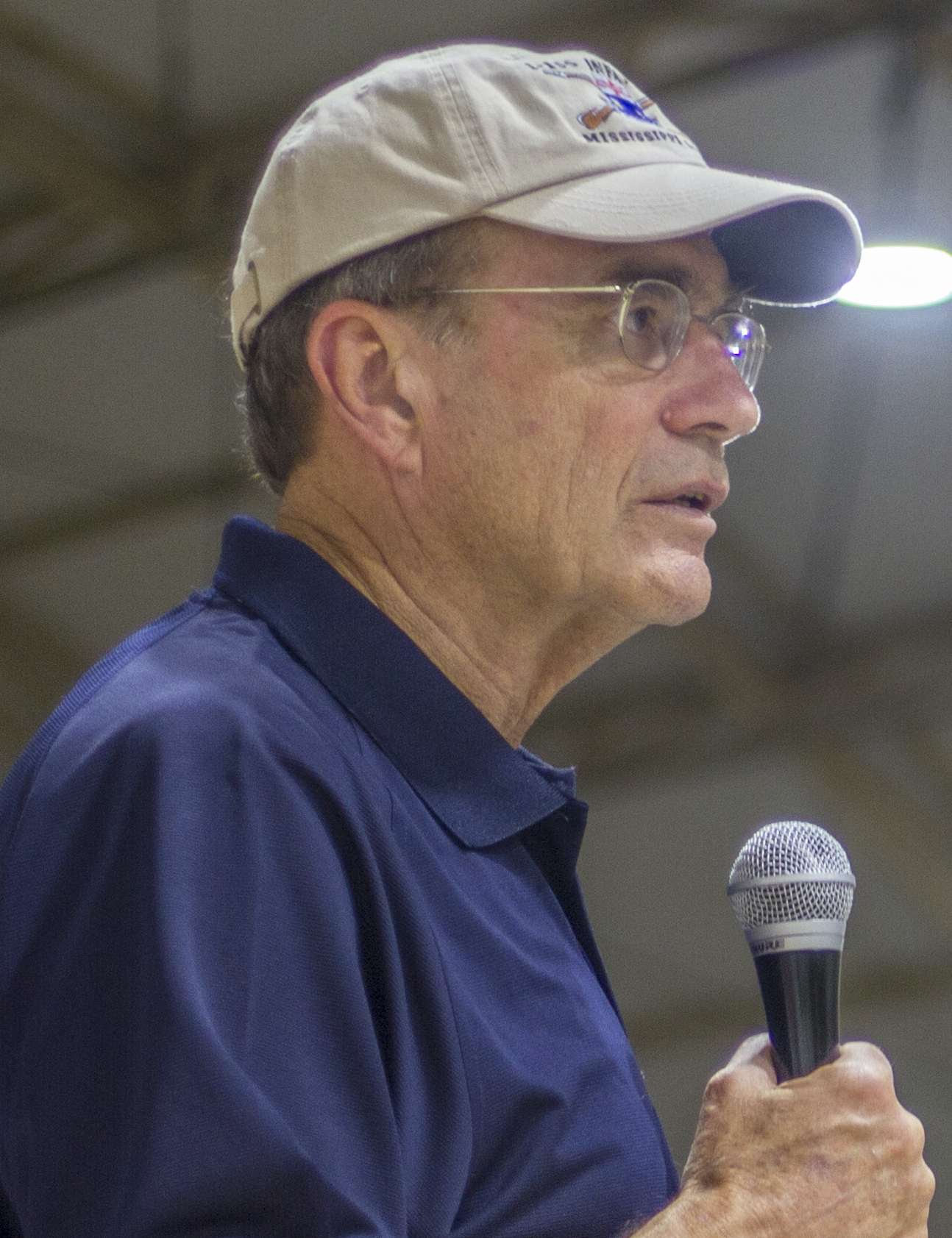
Delbert Hosemann, 2018

Delbert Hosemann jr. (* 30. Juni 1947 in Vicksburg, Mississippi) ist ein amerikanischer Politiker der Republikanischen Partei. Seit 2020 ist er Vizegouverneur von Mississippi; zuvor hatte er seit 2008 das Amt des Secretary of State in diesem Bundesstaat ausgeübt.

## Familie, Ausbildung und Beruf
Hosemann wuchs in Warren County (Mississippi) auf und erhielt 1969 seinen Bachelor of Business Administration von der University of Notre Dame in South Bend, Indiana. 1972 machte er an der University of Mississippi seinen Juris Doctor. 1973 erwarb er an der New York University einen Zusatzabschluss in Steuerrecht (Master of Laws). Er lebt in Jackson, der Hauptstadt des Bundesstaates, und war dort bis zu seinem Einstieg in die Politik Partner der Anwaltskanzlei Phelps Dunbar LLP. 18 Jahre in Folge wurde er unter die besten Rechtsanwälte des Landes („Best Lawyers in America“) gewählt. Er ist auch im Immobiliengeschäft tätig und ist Eigentümer einiger Objekte in seiner Heimatstadt.
Delbert Hosemann ist verheiratet mit Lynn L. Hosemann. Sie haben drei Kinder. Hosemann ist Reservist der United States Army und in seiner Freizeit Jäger und Marathonläufer (New York, Boston). Er hat Mississippi bei den nationalen Senior Olympics vertreten und ist Mitglied der National Rifle Association sowie verschiedener Vereinigungen wie der Delta Wildlife Foundation und der Mississippi Wildlife Federation. Er hat verschiedene Ehrenämter bekleidet und wurde vom Justizministerium der Vereinigten Staaten 2006 mit dem George L. Phillips Community Service Award für seinen Einsatz beim Project Safe Neighborhoods und bei der Hilfe für Sturmgeschädigte des Hurrikan Katrina ausgezeichnet.

## Politische Laufbahn
Hosemann, der früher zeitweilig als Demokrat registriert gewesen war, trat bei der Wahl 1998 als Republikaner für den Sitz im Repräsentantenhaus der Vereinigten Staaten an, den bis dahin sein Parteifreund Michael Parker innegehabt hatte. Hosemann unterlag jedoch, nachdem er im Juni 1998 unter Schwierigkeiten die Nominierung seiner Partei erreicht hatte, bei der Hauptwahl im November dem Demokraten Ronnie Shows. Im Jahr 2000 gehörte Hosemann als Wahlmann dem Electoral College der Präsidentschaftswahl an, das George W. Bush zum Präsidenten und Dick Cheney zum Vizepräsidenten wählte.
Am 6. November 2007 wurde Hosemann gegen den Demokraten Robert Smith zum Secretary of State Mississippis gewählt, trat sein Amt im Januar 2008 an und wurde 2011 und 2015 wiedergewählt. Im Juli 2017 machte Hosemann Schlagzeilen, als er der Aufforderung der von Donald Trump eingesetzten Kommission zur Untersuchung von Wahlbetrug nicht nachkam, sämtliche Wählerlisten des Bundesstaates seit 2006 auszuhändigen. Er meinte, die Kommission solle in den Golf von Mexiko springen, er aber werde den Datenschutz der Einwohner wahren und den Wahlvorgang innerhalb des Bundesstaates abschirmen.
Im März 2018 war Hosemann im Gespräch als möglicher Nachfolger des scheidenden US-Senators Thad Cochran. Er galt als einer der Favoriten des Gouverneurs Phil Bryant für die vorübergehende Besetzung des Mandats nach dem vorzeitigen Rückzug Cochrans am 1. April 2018 bis zur außerordentlichen Nachwahl im November. Der Gouverneur entschied sich letzten Endes für Cindy Hyde-Smith.
Im November 2019 wurde er als Running Mate des bisherigen Vizegouverneurs von Mississippi, Tate Reeves, der seinerseits die Nachfolge von Gouverneur Bryant antrat, zu dessen Stellvertreter gewählt.